# La forza del singolo
La forza del singolo è un romanzo scritto da Bryce Courtenay nel 1989.
L'opera narra delle vicende di un ragazzino inglese di nome Peekay (Peter Philiph Kennet Kay il nome completo) che vive prima in Sudafrica poi nella Rhodesia Settentrionale il regime dell'apartheid.

## Cinema
Nel 1992 è stata realizzata una versione cinematografica.